# 宮良牧子
宮良 牧子（みやら まきこ、1976年5月16日-）は、沖縄県石垣市（石垣島）出身の歌手。愛称は「マッキー」「マッコ」など。二児の母でもある。

## 略歴
1999年より、沖縄音楽を中心としたポップスのグループDonann（ドゥナン）にボーカリストとして参加。また、同年にplatinum windを結成し、インディーズからアルバムを発表。
2005年、アルバム「心の星」でソロデビュー。このアルバムには、新良幸人、大島保克、BEGINの作品や自作曲が収録されている。
2006年には、宮良と上原まきの2人をボーカルとするユニット、チュラマナ（Churamana）を結成し、ビクターエンタテインメントよりアルバム「ふたつの楽園」を発表。
2007年、チュラマナのセカンドアルバム「楽園の虹」を発表。 ハワイでの「沖縄フェスティバル」や「まつり in ハワイ」等、海外からも招聘される。同じ年にソロとして、日本郵政 JP MUSICレーベルの第一弾コンピレーションCD『手紙日和』に、テーマソング『手紙日和』で参加。
2007年10月、千葉ロッテマリーンズ×東北楽天イーグルスの公式最終戦にて国歌斉唱を行う。
2008年11月、ソロとしてのセカンドアルバム「マブイウタ」をリリース。
2009年7月、チュラマナのサードアルバム「ku.kulu」をリリース。
2010年春放送のNHK朝の連続テレビ小説「ゲゲゲの女房」の楽曲にボーカルとして参加。
2012年秋に公開された映画『ペンギン夫婦の作りかた』のために「ヌチグスイ」を書下ろし主題歌に起用される。
2013年12月、第一子となる長男を出産。出産前の10月には大きなお腹を抱え与論島で開催された「月酔祭」に出演。2015年には、お祭りで生まれた楽曲『月酔唄』を宮良牧子名義でリリースしている。

## ディスコグラフィー

### 宮良牧子（ソロ）
- 1st アルバム『心の星』　宮良牧子 （2005年7月6日 アトン）

1. わしたヤイマ （The Water Is Wide） （作詞：白井英一郎／スコットランド民謡／編曲：白井英一郎）
2. 赤ゆらの花 （作詞：新城和博／作曲：上地正昭／編曲：黒木千波留）
3. Recorder II （作詞作曲：宮良牧子／編曲：川又トオル、宮良牧子）
4. カラ岳 （作詞作曲：大島保克／編曲：川又トオル）
5. 蒼空 （作詞：谷口雅彦／作曲：松岡由紀子／編曲：川又トオル）
6. 星を追いかけて （作詞作曲：井上ともやす／編曲：川又トオル）
7. 忘れるつもり （作詞作曲：宮良牧子／編曲：黒木千波留）
8. 風ゆイヤリ （作詞：新良幸人／作曲：上地正昭／編曲：新良幸人）
9. その時生まれたもの （作詞作曲：BEGIN／編曲：黒木千波留）
10. えんどうの花～山の子守唄 （作詞：金城栄治、宮良高司／作曲：宮良長包／編曲：黒木千波留）

- 2nd アルバム『マブイウタ』　宮良牧子 （2008年11月23日 アトン）[10]

1. 世願ぇ～姉妹神ぬ祈り～（Amazing Grace）（作詞：島幸子／アメリカ民謡／編曲：水野忠光）
2. ファムレウタ （作詞：新良幸人／作曲：上地正昭／編曲：ドーナル・ラニー）
3. サンゴぬファーの物語 （作詞作曲：井上ともやす／編曲：黒木千波留／ストリングス・アレンジ：金子飛鳥）
4. 芭蕉布 （作詞：吉川安一／作曲：普久原恒男／編曲：川又トオル）
5. 生り島離り （作詞：大島保克／作曲：上地等／編曲：黒木千波留）
6. 少女 （作詞作曲 ：五輪真弓／編曲：金子飛鳥）
7. こもれび～春～ （作詞作曲：宮良牧子／編曲：黒木千波留）
8. きよしこの夜 （訳詞：由木康／作曲：フランツ・グルーバー／編曲：よなは徹／ギター・アレンジ：川又トオル）
9. 平和の女神 （作詞：宮良牧子、宮良高司／作曲：宮良牧子／編曲：ドーナル・ラニー）
10. 心の星 （作詞作曲：井上ともやす／編曲：川又トオル）

- 3rd アルバム『シチヌウムイデ』　宮良牧子 （2017年7月5日 バップ）[11][12]

1. あん美らさ （読み:あんちゅらさ）
2. 月酔唄 （与論島「月酔祭」オリジナルソング）
3. MOTHER
4. 赤い爪
5. 夏の思い出
6. 手紙日和 （JP MUSIC オリジナルテーマ曲）
7. 虹の彼方に ~Over The Rainbow
8. ヌチグスイ （映画「ペンギン夫婦の作りかた」主題歌）
9. MOTHER ~夕焼けの庭 ver.~（新オーディオブランドMotherAudioイメージソング）
10. あがろーざ （八重山民謡）
11. 花筏 ~Shetland Air~（Sound & Recording Magazine 2010年企画音源）
12. 精霊のくに（NHK連続テレビ小説 ゲゲゲの女房 オリジナル・サウンドトラックより）

### チュラマナ（ユニット）
- 1st アルバム『ふたつの楽園』　チュラマナ （2006年6月21日 ビクターエンタテインメント）

1. ウラ・ノ・ヴェオ－Prologue－
2. コドウ ～ いちまでぃん ～
3. アカカ・フォールズ
4. てぃんさぐぬ花
5. プア・アヒヒ
6. ふるさと
7. プア・アネラ
8. カナヘレ－Interlude－
9. 月ぬ美しゃ
10. 椰子の実
11. ウラ・ノ・ヴェオ

- 2nd アルバム『楽園の虹』　チュラマナ （2007年5月23日 ビクターエンタテインメント）

1. ヒイラヴェ Hi‘ilawe ～ 赤田首里殿内
2. アロハ・オエ Aloha Oe
3. 美らマナ
4. 花〜すべての人の心に花を〜
5. Mana
6. 海の女王 Rainha do mar
7. プア・マエオレ Pua Mae‘ole
8. 安里屋ユンタ
9. 心に虹を
10. 天架きる橋
11. パウオア・リコ・カ・レフア Pauoa Liko Ka Lehua
12. 夕焼けの庭

- 3rd アルバム『ku.kulu（くくる）』　チュラマナ（2009年7月19日 アトン）

1. 満天の星（まんてぃんのほし）
2. 肝にかかてぃ（ちむにかかてぃ）
3. パイナップル・プリンセス〜ブルー・ムームー Pineapple Princess~Blue Muumuu
4. 月の道
5. ウーマクカマデー
6. ナナ nana
7. クウ・レイ・ポイナ・オレ Ku'u Lei Poina 'Ole
8. エ・クウ・モーニング・デュー E Ku'u Morning Dew
9. タヒチ・ヌイ Tahiti Nui
10. さびしいカシの木

- 4th『churaloha/チュラアロハ』　チュラマナ（2011年8月31日 アトン）

1. 美らマナ II
2. 童神～Kamalani
3. Lei Pikake
4. Lovely Tiare Tahiti
5. 真砂の道
6. 恋ぬ花咲かしぶさ
7. Kananaka
8. Ke Kali Nei Au
9. aloha mama
10. 涙くんさよなら
11. いのちの贈りもの

- 5th『こどもはわいあん』　チュラマナ（2013年6月26日 徳間ジャパン）[13][14]

1. おもちゃのチャチャチャ
2. やぎさんゆうびん
3. 南の島のハメハメハ大王
4. 犬のおまわりさん
5. とんでったバナナ
6. アイスクリームの唄
7. やきいもグーチーパー
8. 世界中のこどもたちが
9. 大きな栗の木の下で
10. アイ・アイ
11. 大きな古時計
12. ドラキュラのうた
13. おなかのへるうた
14. はじめてのチュウ
15. WAになっておどろう ～ILE AIYE～
16. おかえりのうた